# جوش كروجر
جوش كروجر (بالإنجليزية: Josh Kroeger)‏ هو لاعب كرة قاعدة أمريكي، ولد في 31 أغسطس 1982 في دافنبورت في الولايات المتحدة.

## وصلات خارجية
- جوش كروجر على موقعبيزبول رفرنس.كوم (الدوري الرئيسي) (الإنجليزية)
- جوش كروجر على موقعبيزبول رفرنس.كوم (الدوري الثانوي) (الإنجليزية)